# Corona civil

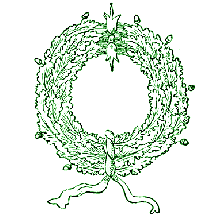
Representación de una corona cívica.

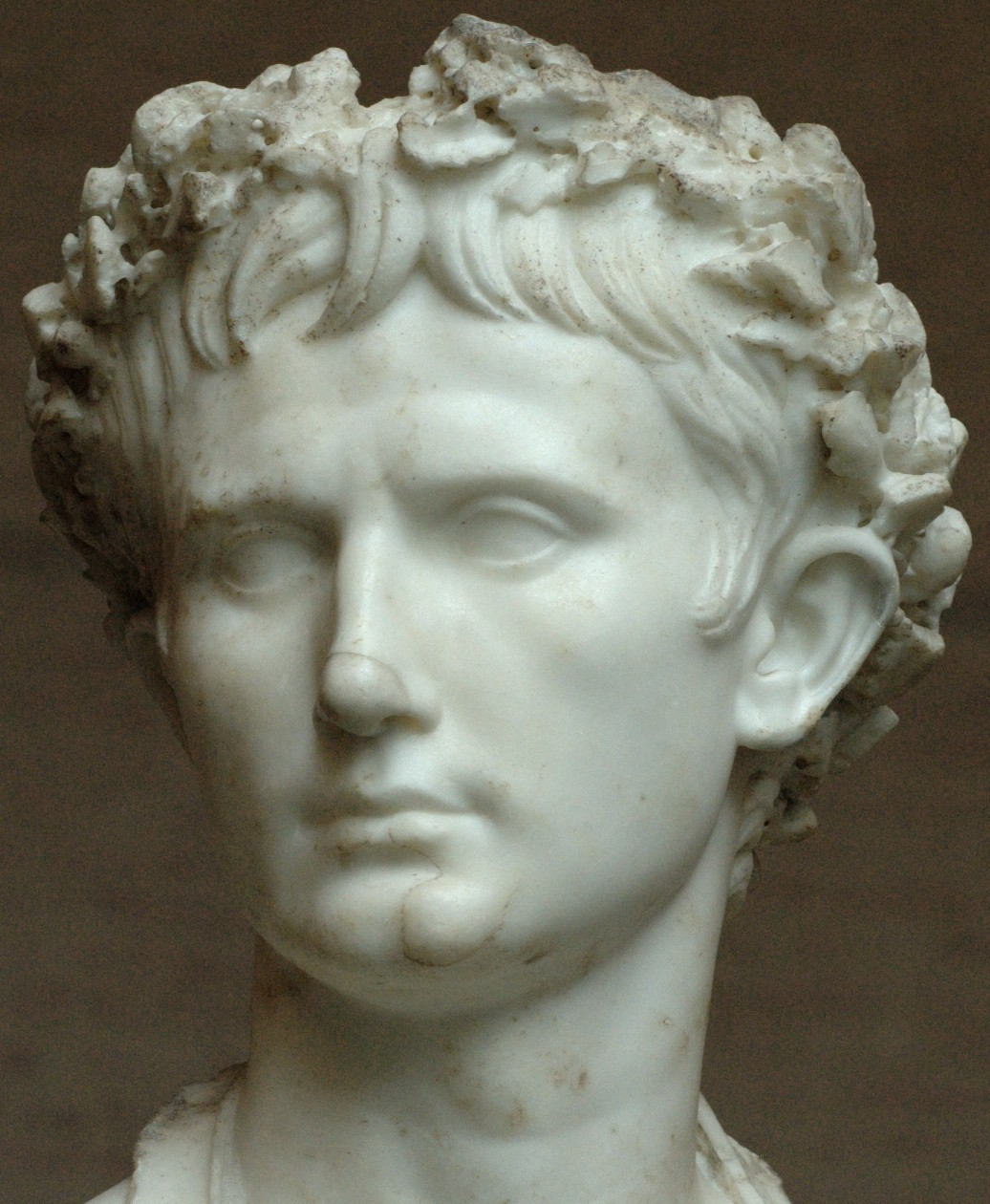
Busto de Augusto representado con una corona civil o cívica.

La corona civil o corona cívica fue la distinción que se otorgaba en la Roma antigua a los fundadores de ciudades o al soldado que salvaba la vida a otro u otros soldados en la batalla. Consistía en un cerco de ramas de roble con sus hojas y bellotas. Además de esto, otorgaba al poseedor unos ciertos privilegios, como el de colocar la corona en la puerta de su casa. 
Dentro de la jerarquía de las recompensas militares, ocupaba el segundo rango; el primero estaba reservado a la corona gramínea.